# Sisyrinchium trichanthum
Sisyrinchium trichanthum là một loài thực vật có hoa trong họ Diên vĩ. Loài này được Dusén miêu tả khoa học đầu tiên năm 1909.